# Bantry Aerodrome
Bantry Aerodrome är en flygplats i republiken Irland. Den ligger i den sydvästra delen av landet, 290 km sydväst om huvudstaden Dublin. Bantry Aerodrome ligger 34 meter över havet.